# Маяк мыса Спенсер
Маяк мыса Спенсер (англ. Cape Spencer Light) — маяк, расположенный на мысе Спенсер на материке на входе в пролив Кросс и Ледяной пролив, в зоне переписи населения Хуна-Ангун, Аляска, США. Открыт в 1925 году. Был автоматизирован в 1974 году. Самый маленький по высоте маяк штата (наряду с маяком мыса Пойнт-Ретрит).

## История
Через узкие проливы между островами на юго-востоке штата Аляска проходил путь из Скагуэя до крупных городов тихоокеанского побережья США, по которому доставлялось добытое золото во время золотой лихорадки на Клондайке. Сильные течения, туманы, дожди и скалистое побережье делали навигацию в этом районе сложной, потому правительство США выделило в 1900 году 100 000$ на строительство маяков в этом районе. Выделенных средств хватило только на 2 маяка: маяк островов Файв-Фингер и маяк острова Сентинел. Этих двух маяков было недостаточно, чтобы обеспечить безопасное судоходство в районе, потому было решено построить дополнительные маяки.
Строительство маяка на мысе Спенсера началось в мае 1924 году и проходило в сложных условиях: сначала необходимо было выровнять площадку для строительства на скалистом побережье, и только после этого можно было переходить к сооружению здания. Одноэтажное здание с небольшой башней на крыше, где располагались линзы Френеля, было завершено в 1925 году, маяк был открыт 11 декабря 1925 года. Строительство обошлось в 174 881$. Маяк был автоматизирован Береговой охраной США в 1974 году.
До автоматизации работа на маяке считалась одной из самых непростых: из-за его труднодоступности команде смотрителей приходилось проводить целый год на небольшом пространстве, окруженном со всех сторон скалами.
В 1975 году маяк был включен в Национальный реестр исторических мест.

## Фотографии

Фотография 1968 года
Башня маяка